# Fallout 3
Fallout 3 je akční hra na hrdiny z roku 2008 vyvinutá společností Bethesda Game Studios a vydaná firmou Bethesda Softworks. Je třetím hlavním dílem série her Fallout. Hra vyšla pro Microsoft Windows a konzole PlayStation 3 a Xbox 360.
Fallout 3 se odehrává v roce 2277, 36 let po událostech z Fallout 2 a 200 let po nukleární apokalypse, která zdevastovala svět. Hra vezme hráče do role obyvatele Vaultu 101, přístřeší pro přeživší k ochraně malého počtu lidí během nukleárního spadu.
Po vydání Fallout 3 obdržel velmi pozitivní ohlasy od kritiků a Game of the Year ocenění, chválící zejména otevřený konec gameplaye a flexibilní character-leveling systém. NPD Group odhaduje že Fallout 3 se prodalo přes 610 000 kopií během prvního měsíce od vydání v říjnu 2008. Hra se prodávala lépe než předchozí hra od Bethesdy Softworks, The Elder Scrolls IV: Oblivion, které se prodalo téměř 500 000 kusů v prvním měsíci. Hra také obdržela podporu, když Bethesda vydala stahovatelné add-ons (přídavky) pro hru.

## Příběh
Hra se odehrává ve Washingtonu D.C. v roce 2277. Na město, přilehlé okolí (známé pod pojmem "Capital Wasteland – Velká pustina") a celé území USA v roce 2077 dopadlo několik atomových bomb a z USA se stane pustina. Ještě před touto událostí, společnost Vault-Tec nabízí lidem ochranu v protiatomových krytech nazývaných Vaulty. Všechny tyto kryty jsou následně uzavřeny na stálo. Tato informace je však jen oficiální zástěrkou, ve skutečnosti jsou Vaulty jen veliký experiment, a téměř každý má nějakou zvláštnost. (například Vault 101 se měl otevřít až po 200 letech, na rozdíl od ostatních padesáti). Na začátku hráč po útěku svého otce opustí Vault 101 a vydá se na putování Velkou pustinou, ve hře je nejvíce zajímavé, že vývoj postavy se formuje podle toho jak se hráč rozhoduje, koho zabíjí, co má za vybavení... Po opuštění Vaultu pátrá po informacích o svém otci, objeví město Megatuna – kde má možnost deaktivovat jadernou bombu, získá vlastní dům nebo luxusní apartmán v Tempenny Tower

## Datadisky

### Operation Anchorage
Hráč narazí toulkami Pustinou na rádiový signál Odpadlíků Bratrstva oceli (Outcasts). Jakmile hráč dorazí na základnu Odpadlíků, je seznámen s problémem. Odpadlíci narazili na zamčený bunkr, do kterého se dostane pouze ten, kdo projde válečnou simulací osvobození Anchorage na Aljašce od čínských komunistů. Vy, jako vlastník Pip-Boye 3000, jste nyní strategickým partnerem a jedině vy můžete otevřít bunkr, ve kterém si můžete vzít některé nové zbraně a zbroje. Mezi nové vybavení patří Gauss rifle, Jingswei shocksword, Trench knife, Winterized T-51b, Winterized combat armor, atd.

### The Pitt
Během putování po pustině hráč narazí na rádiový signál jakéhosi Wernhera, který prosí o pomoc, a udává místo případného setkání. Poté, co se hráč s tímto Wernherem seznámí, zjistí oč jde. Wernher pochází z ocelářského města Pittsburgh, které je aktuálně ovládáno otrokáři, a jejich sluhové jsou z velké většiny Wernherovi přátelé. Wernherův záměr spočívá nejen v osvobození od otrokářů, ale také vynalezení jakéhosi léku proti podmínkám Pittsburghu (velký výskyt radiace, mnoho nemocí). Hráč má na výběr se přidat k otrokářům a stát se pobočníkem velitele otrokářů, nebo zařídit povstání a zajistit otrokům volnost, a otrokářům smrt. Mezi nové vybavení patří např. Infiltrator, Auto-axe, Steel knuckles, Filtration helmet, Tribal power armor, a další.

### Broken Steel
Pokračování hlavního úkolu v základním Falloutu. Hráč se po dvou týdnech po aktivování projektu Čistota probouzí v Citadele. Hráč se dozví, že je zde stále nebezpečí ze strany Enklávy, a tak se sestaví tým, který jde tuto záležitost prozkoumat podrobněji. Hráč zjistí, že Enkláva má nedaleko Bílého domu mobilní bojovou základnu. Vaším hlavním cílem je tuto základnu zničit... nebo s pomocí jejího vybavení zničit Citadelu. Kromě tohoto hlavního úkolu jsou zde však další, zahrnující převážně čistou vodu, která spuštěním projektu Čistota začala téct. Mezi nové vybavení patří např. Enclave hellfire armor, Heavy incinerator, Tesla cannon, a další.

### Point Lookout
Hráč zde má za úkol najít v Marylandu dceru ženy, která Vás požádá v Pustině o pomoc. Tento datadisk je považován za nejlepší přídavek, který vyšel. Kromě tohoto počátečního úkolu je zde podobných úkolů několik, avšak ten hlavní spočívá v nápomoci jednomu ze dvou předválečných profesorů, kteří jsou sami sobě rivalové. Mezi nové vybavení patří například Double barel shotgun, Lever action rifle, Axe, Shove, Tribal armor, Confederate hat, a další.

### Mothership Zeta
Hráč během své cesty narazí na podivný radiový signál. Při dosažení zdroje tohoto signálu ho unesou mimozemšťané. Hráč je nucen za pomoci ostatních zajatců dosáhnout můstku lodi a převzít nad ní kontrolu. Mezi nové vybavení patří například Alien Atomizer, Alien Disintegrator, Alien Shock baton, Winterized medic armor, Samurai Armor, Space suit, a další.
Ve všech doplňcích jsou také nové perky a achievementy.